# 叛通信
叛通信（はんつうしん）とは、1989年に埼玉県浦和市（現さいたま市）で結成された日本の劇団。演出家・藤井青と関根俊和が、公演ごとに俳優を募り、おもに、旧浦和市を中心に活動。物語性を峻拒した時間構成が特徴で、裸舞台の上で、言語を媒介とした身体表現により実存の関係性を問う、前衛的な作品を上演。